# أنخيل فيغيروا
أنخيل فيغيروا مواليد 13 أكتوبر 1981 في سان خوان، هو لاعب كرة سلة بورتوريكي. بدأ مسيرته الاحترافية في سنة 1999. يلعب مع فريق كابيتانس دي أرسيبو في دوري بورتوريكو لكرة السلة كما لعب مع دينامو باسكت ساساري.

## روابط خارجية
- أنخيل فيغيروا على موقع الاتحاد الدولي لكرة السلة (الإنجليزية)
- أنخيل فيغيروا على موقع كرة السلة الأوروبية.كوم (الإنجليزية)
- أنخيل فيغيروا على موقع ريلجم (الإنجليزية)
- أنخيل فيغيروا على موقع بروبوليرز (الإنجليزية)